# Michael Beckwith

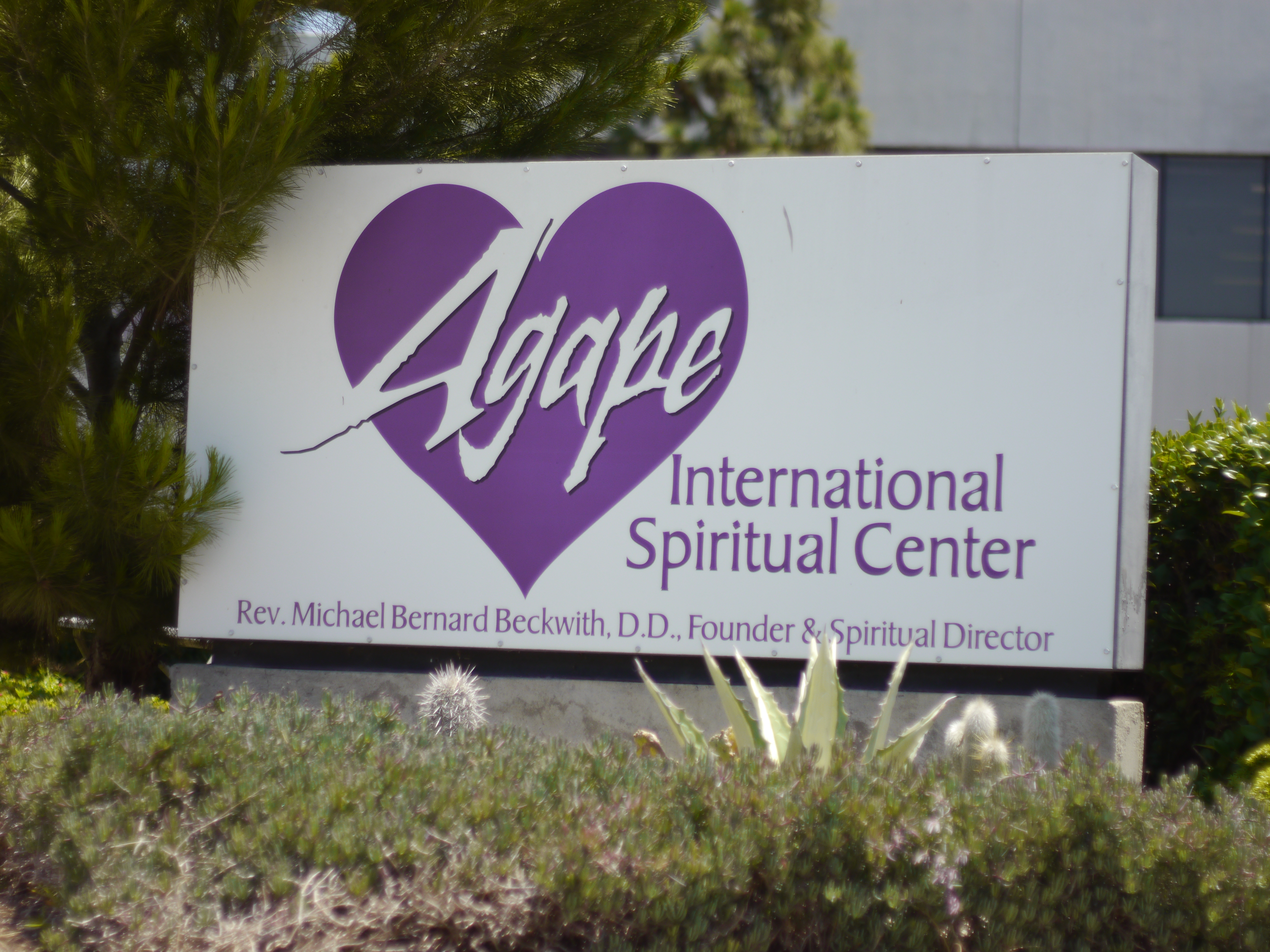
Michael Beckwith fundó el Centro Espiritual Internacional Agape

Michael Bernard Beckwith es un ministro del Nuevo Pensamiento, autor, y fundador del Centro Espiritual Internacional Agape en Beverly Hills, California, una iglesia del Nuevo Pensamiento con una congregación estimada en más de 8,000 miembros. Beckwith fue ordenado en Ciencia Religiosa en 1985. 

## Carrera
Beckwith es fundador del Centro Espiritual Internacional Agape, cofundador de la Asociación Global para el Nuevo Pensamiento, y copresidente de la Jornada para la No Violencia, junto con Arun Gandhi.
En 1986, fundó el Centro Espiritual Internacional Agape , una comunidad transdenominacional. Los programas de divulgación de Agape alimentan indigentes, sirven a personas encarceladas y sus familias, defienden la preservación de los recursos medioambientales del planeta, y globalmente construye y apoya orfanatos para niños que han sobrevivido a los estragos de la guerra y el Sida.

## Libros
Beckwith enseña Meditación, oración afirmativa, y habla en conferencias y seminarios. Él es autor de Spiritual Liberation, el cual ganó la Medalla de Oro del Premio del Libro Nautilus, Inspirations of the Heart, el cual fue finalista del Premio del Libro Nautilus; Forty Day Mind Fast Soul Feast; A Manifesto of Peace; y Living from the Overflow. En 2011, Beckwith publicó TranscenDance, una colección de grabaciones de conferencias mezcladas con música de baile electrónico por Stephen Bray y John Potoker. Beckwith fue nombrado en la lista SuperSoul100 de Oprah Winfrey de visionarios y líderes influyentes en 2016.

## Cultura popular
Beckwith aparece brevemente en el episodio 4 de la serie de televisión británica Cómo para Atracar un Banco con un segmento describiendo cómo su charla inspiradora dirigió al ex Marine Cain Dyer para entregarse después de cometer 100 robos de banco.
Beckwith fue uno de los maestros presentados en la película de 2006 El Secreto y el bestseller del mismo nombre que siguió a la película.
 